# Colonne sonore di Naruto
Questa è la lista delle colonne sonore degli anime Naruto e Naruto: Shippuden.

## Colonne sonore diNaruto

### Naruto: Original Soundtrack
Naruto Original Soundtrack è il primo album contenente la colonna sonora di Naruto, pubblicato il 19 marzo 2003 da Sony. Il disco presenta, oltre 20 canzoni composte da Toshiro Masuda per la serie, la prima sigla d'apertura, Rocks, cantata da Hound Dogs e la prima sigla di chiusura, Wind, cantata da Akeboshi.
Tracce
1. Rocks
2. I Said I'm Naruto
3. Nine Tail Demon Fox
4. Morning
5. Naruto's Daily Life
6. Nervous
7. The Rising Fighting Spirit
8. Sadness and Sorrow
9. Loneliness
10. Sakura's Theme
11. Kakashi's Theme
12. Sexiness
13. Go Go Naruto!
14. Evening
15. Glued State
16. Need To Be Strong
17. Bad Situation
18. Strong and Strike
19. Turn Over
20. Victory
21. Naruto Main Theme
22. Wind

### Naruto: Original Soundtrack II
Naruto: Original Soundtrack II è il secondo album contenente la colonna sonora di Naruto, pubblicato il 18 marzo 2004 da Sony. Oltre alle canzoni composte da Toshio Masuda, contiene la sigla d'apertura Haruka Kanata cantata da Asian Kung-fu Generation e la sigla di chiusura Harmonia cantata da Rythem.
Tracce
1. Haruka Kanata
2. Daylight of Konoha
3. Confrontment
4. Evil
5. Sasuke's Theme
6. Survival Examination
7. Afternoon of Konoha
8. Fooling Mode
9. Konohamaru's Theme
10. It's The Training!
11. Gai's Theme
12. Hinata vs Neji
13. Orochimaru's Theme
14. Avenger
15. Orochimaru Fight
16. Raikiri
17. Sasuke's Destiny
18. Alone
19. Harmonia

### Naruto: Original Soundtrack III
Naruto: Original Soundtrack III è il terzo album contenente la colonna sonora di Naruto, pubblicato il 27 aprile 2005 da Sony. A differenza dei due CD precedenti, non contiene sigle ma solo brani composti da Toshiro Masuda.
Tracce
1. Beautiful Green Wild Beast
2. Sakura Season
3. Fake
4. A Crisis After Another
5. Rock Lee's Theme
6. Dance
7. Ultimate Secrets
8. I'll do it right!
9. Oh! Student and Teach Affection
10. Avenger
11. Heavy Violence
12. Sarutobi
13. Hokage
14. Grief and Sorrow
15. Jiraiya's Theme
16. Ripple
17. Swaying Necklace
18. Bunta
19. Tea Country
20. Sneaking Nightmare
21. The 5ths Fight
22. Hero
23. Those Who Inherit The Will of Fire

## Colonne sonore diNaruto: Shippuden

### Naruto Shippuden: Original Soundtrack
Naruto Shippuden: Original Soundtrack è il primo album contenente la colonna sonora di Naruto Shippuden, pubblicato il 19 dicembre 2007 da Sony. Il compositore della colonna sonora della nuova serie è Yasuharu Takanashi che ha sostituito Toshiro Masuda.
Tracce
1. Shippuden - 2:06
2. Heaven Shaking Event - 3:03
3. Homecoming - 1:50
4. Experienced Many Battles - 1:51
5. Lightning Speed - 2:16
6. Mission - 1:43
7. Man of the World - 2:55
8. Departure to the Front Lines - 2:10
9. Anger - 2:54
10. Akatsuki - 2:02
11. Scene of Disaster - 2:01
12. Jinchuuriki - 2:01
13. Loneliness - 2:06
14. Nightfall - 1:40
15. Hidden Will to Fight - 1:55
16. Unparalleled Throughout History - 1:37
17. Setting Sun - 1:55
18. Emergence of Talents - 2:13
19. Despair - 2:00
20. Dark Clouds - 1:40
21. Stalemate - 2:33
22. Tragic - 2:30
23. Confronting - 2:04
24. Strangeness - 2:38
25. Risking it All - 2:18
26. Reverse Situation - 4:01
27. Companions - 2:00
28. Hurricane Suite - 10:17

### Naruto Shippuden: Original Soundtrack II
Naruto Shippuden: Original Soundtrack II è il secondo album contenente la colonna sonora di Naruto Shippuden, pubblicato il 16 dicembre 2009 da Sony e composto da Yasuharu Takanashi.
Tracce
1. Shoryu - 2:23
2. Rinkai - 2:18
3. Gekiha - 3:22
4. Saika - 2:14
5. Yogensha - 1:38
6. Hidan - 1:31
7. Kakuzu - 1:49
8. Kouen - 2:30
9. Midaregami - 2:19
10. Maisou - 5:19
11. Shirotsumekusa - 1:57
12. Hyouhaku - 2:24
13. Nankou Furaku - 2:18
14. Shikku - 1:56
15. Shiren - 1:32
16. Dokushinjutsu - 1:49
17. Guren - 3:53
18. Kokuten - 2:16
19. Himoji - 2:33
20. Girei - 2:14
21. Beni Soubi - 2:02
22. Yamagasumi - 2:32
23. Senya - 2:09
24. Genshi - 1:49
25. Shirohae - 2:47
26. Ochihabune - 2:10
27. Narukami - 2:41
28. Samidare - 3:28

### Naruto Shippuden: Original Soundtrack III
Naruto Shippuden: Original Soundtrack III è il terzo ed ultimo album contenente la colonna sonora di Naruto Shippuden, pubblicato il 6 luglio 2016 da Sony e composto da Yasuharu Takanashi.
Tracce
1. Uchiha Itachi - 2:14
2. Kyubi Hatsudo - 2:41
3. Yondaime Hokage - 2:26
4. Chichi To Haha - 3:22
5. Yawarakana Te - 3:15
6. Otsutsuki Kaguya - 2:33
7. Zetsu No Theme - 2:35
8. Asyura Indora - 2:17
9. Syurado - 2:29
10. Tsumetaki Tuchi - 2:26
11. Syukusei No Megami - 1:44
12. Uzumaku Neppu - 2:26
13. Goshi Ni Tatsu - 4:15
14. Isamiaru Mono Tachi - 2:12
15. Zutto Miteta - 2:01
16. Kakashi To Obito - 2:07
17. Tomoyo - 2:16
18. Eien Ni Nemure - 2:09
19. Obito No Theme - 2:40
20. Junkyosya - 3:17
21. Nostalgia - 2:01
22. Todokanu Hito Ni - 3:27
23. Kaze To Honoo No Rondo - 2:18
24. Michi Ha Tsuzuku - 2:01
25. Naruto Main Theme '16 - 4:25

## Raccolte

### Naruto Best Hit Collection
Naruto Best Hit Collection è il primo album di raccolta contenente alcune delle sigle di apertura e chiusura dell'anime Naruto, pubblicato il 17 novembre 2004 da Sony.
Tracce
1. R★O★C★K★S - Hound Dog
2. Wind - Akeboshi
3. Haruka Kanata - Asian Kung-Fu Generation
4. Harmonia - Rythem
5. Kanashimi wo Yasashisa ni - little by little
6. Viva Rock - Orange Range
7. Alive - Raiko
8. Go!!! - FLOW
9. Ima Made Nandomo - The Mass Missile

### Naruto Best Hit Collection 2
Naruto Best Hit Collection 2 è il secondo album di raccolta contenente alcune delle sigle di apertura e chiusura dell'anime Naruto e delle sigle inserite nei primi due film, pubblicato il 2 agosto 2006 da Sony.
Tracce
1. Ryuusei - TiA
2. Home Sweet Home - YUKI
3. Mountain a Go Go Two - Captain Straydum
4. Hijimete Kimi to Shabetta - GAGAGA SP
5. No Boy, No Cry - Stance Punks
6. Nakushita Kotoba - No Regret Life
7. Speed - Analog Fish
8. Ding!Dong!Dang! - TUBE
9. Namikaze Sateraito - Snowkel
10. Soba Ni Iru Kara - AMADORI
11. Parade - Chaba
12. Yellow Moon - Akeboshi

### Naruto in Rock -The Very Best Hit Collection Instrumental Version-
Naruto in Rock -The Very Best Hit Collection Instrumental Version- è il terzo album che raccoglie alcune delle sigle dell'anime Naruto reinterpretate in versione rock, pubblicato il 19 dicembre 2007 da Sony.
Tracce
1. Go!!! - FLOW
2. Viva Rock - Orange Range
3. Seishun Kyosokyoku - Sambomaster
4. Ima Made Nandomo - The Mass Missile
5. Harmonia - Rythem
6. Kanashimi wo Yasashisa ni - little by little
7. Ding!Dong!Dang! - TUBE
8. Home Sweet Home  - YUKI

### Naruto ALL Stars
Naruto ALL Stars è il quarto album di raccolta contenente alcune delle sigle di apertura e chiusura degli anime Naruto e Naruto Shippuden cantate dai doppiatori di alcuni dei personaggi principali della serie, pubblicato il 23 luglio 2008 da Sony.
Tracce
1. Distance - Junko Takeuchi
2. R★O★C★K★S - Kazuhiko Inoue
3. Scenario - Noriaki Sugiyama
4. Nagareboshi ~Shooting Star~ - Shōtarō Morikubo
5. Yura Yura - Chie Nakamura
6. Tsubomi - Junko Takeuchi
7. Mezamero! Yasei - Kazuhiko Inoue
8. Kimi Monogatari - Noriaki Sugiyama
9. Re:member - Shotaro Morikubo
10. Pinocchio - Chie Nakamura

### NARUTO Super Hits 2006-2008
NARUTO Super Hits 2006-2008 è il quinto album di raccolta contenente alcune delle sigle di apertura e chiusura dell'anime Naruto Shippuden, pubblicato il 14 luglio 2010 da Sony.
Tracce
1. Re:member - FLOW
2. PINOCCHIO - ORESKABAND
3. Tsubomi - MARIA
4. Yura Yura - Hearts Grow
5. Scenario - SABOTEN
6. Hero's Come Back!! - "nobodyknows+
7. Nagareboshi ~Shooting Star~ - HOME MADE Kazoku
8. Michi ~to you all - aluto
9. Lie-Lie-Lie - DJ OZMA
10. distance - LONG SHOT PARTY
11. Kimi Monogatari - little by little
12. Mezamero! Yasei - MATCHY with QUESTION?

### Naruto Greatest Hits!!!!!
Naruto Greatest Hits!!!!! è il sesto album di raccolta contenente alcune delle sigle di apertura e chiusura dell'anime Naruto Shippuden ed alcune sigle da OAV e film, pubblicato il 18 luglio 2012 da Sony.
Tracce
CD 1
1. Tomei Datta Sekai - Motohira Hata
2. Jitensha (Bicycle) - Oreskaband
3. Utakata Hanabi - Supercell
4. Diver - NICO Touches the Walls
5. U Can Do It - Domino
6. Orchestra of Midnight - Aqua Timez
7. Lovers - 7!! Oops
8. FREEDOM - HOME MADE Kazoku
9. Yokubou o Sakebe!!! - OKAMOTO'S
10. Newsong - tacica
11. Place to Try - TOTALFAT
12. By My Side - Hemenway
13. If - Kana Nishino
14. Future Eve - OKAMOTO'S
15. Otakebi - Yusuke

CD 2
1. OP.ED EIZOU

### Best Hit Naruto
Best Hit Naruto' è il settimo album di raccolta contenente alcune delle sigle di apertura e chiusura dell'anime Naruto Shippuden ed alcune sigle dei film, pubblicato il 22 agosto 2012 da Sony.
Tracce
1. Blue Bird - Ikimono-Gakari
2. Sunao na Niji - SURFACE
3. Broken Youth - NICO Touches the Walls
4. NO RAIN NO RAINBOW - HOME MADE Kazoku
5. CLOSER - Inoue Joe
6. Long Kiss Good Bye - HALICALI
7. Bacchikoi!! - DEV PARADE
8. Hotaru no Hikari - Ikimono-Gakari
9. Shinkokyuu - SUPER BEAVER
10. My ANSWER - SEAMO
11. Dareka ga - PUFFY
12. Sign - FLOW
13. Omae Dattan da - Kishidan
14. For You - AZU

## Sigle

### Naruto
| Sigle di apertura (Opening) | Sigle di apertura (Opening)    | Sigle di apertura (Opening)                                                         | Sigle di apertura (Opening)                                     | Sigle di apertura (Opening) |
| N°                          | Titolo                         | Traslitterazione/Traduzione                                                         | Artista                                                         | Episodi                     |
| --------------------------- | ------------------------------ | ----------------------------------------------------------------------------------- | --------------------------------------------------------------- | --------------------------- |
| 1                           | R★O★C★K★S                      | (n/a)                                                                               | Hound Dog                                                       | 1-25                        |
| 2                           | 遥か彼方                       | Haruka Kanata, "Lontano"                                                            | Asian Kung-Fu Generation                                        | 26-53                       |
| 3                           | 悲しみをやさしさに             | Kanashimi wo Yasashisa ni, "Tristezza nella Gentilezza" o "Tristezza in Gentilezza" | little by little                                                | 54-77                       |
| 4                           | Go!!!                          | (n/a)                                                                               | Flow                                                            | 78-103                      |
| 5                           | 青春狂騷曲                     | Seishun Kyōsōkyoku, "Discorso sulla Gioventù"                                       | サンボマスター (Sanbomasutā, "Sambomaster")                     | 104-128                     |
| 6                           | ノーボーイ・ノークライ         | Nō bōi - Nō kurai, "Ragazzo, non piangere"                                          | Stance Punks                                                    | 129-153                     |
| 7                           | 波風サテライト                 | Namikaze Sateraito, "Il satellite della discordia"                                  | シュノーケル (Shunōkeru, "Snowkel")                             | 154-178                     |
| 8                           | Re:member                      | Ricordati                                                                           | Flow                                                            | 179-202                     |
| 9                           | ユラユラ                       | Yura Yura, "Esitazione"                                                             | Hearts Grow                                                     | 203-220                     |
| Sigle di chiusura (Ending)  |                                |                                                                                     |                                                                 |                             |
| N°                          | Titolo                         | Traslitterazione/Traduzione                                                         | Artista                                                         | Episodi                     |
| 1                           | Wind (ワインド)                | Waindo, "Vento"                                                                     | 明星 (Akeboshi)                                                 | 1-25                        |
| 2                           | ハルモニア                     | Harumonia, "Armonia"                                                                | Rythem                                                          | 26-51                       |
| 3                           | ビバ★ロック~japanese side~     | Biba★Rokku~japanese side~, "Viva★Rock~japanese side~"                               | Orange Range                                                    | 52-64                       |
| 4                           | ALIVE                          | (n/a)                                                                               | 雷鼓 (Raiko)                                                    | 65-77                       |
| 5                           | 今まで何度も                   | Ima made Nando mo, "Many Times Before"                                              | ザ・マスミサイル (Za Masumisairu, "The Massmissile")            | 78-89                       |
| 6                           | 流星                           | Ryūsei, "Meteora"                                                                   | TiA                                                             | 90-103                      |
| 7                           | マウンテン・ア・ゴーゴー・ツー | Maunten-a-gōgō-tsū, "Mountain a Go Go Two"                                          | キャプテンストライダム (Kyaputen Sutoraidam, "Captain Stridum") | 104-115                     |
| 8                           | はじめて君としゃべった         | Hajimete Kimi to Shabetta, "La prima volta che ho parlato con te"                   | ガガガSP (GagagaSP)                                             | 116-128                     |
| 9                           | 失くした言葉                   | Nakushita Kotoba, "Parole Perdute"                                                  | No Regret Life                                                  | 129-141                     |
| 10                          | スピード                       | Supīdo, "Velocità"                                                                  | アナログフィッシュ (Anarogu Fisshu, "Analog Fish")              | 142-153                     |
| 11                          | そばにいるから                 | Soba ni iru kara, "Perché sei con me", o "Perché io sono con te"                    | アマドリ ("AMADORI")                                            | 154-165                     |
| 12                          | パレード                       | Parēdo, "Parata"                                                                    | Chaba                                                           | 166-178                     |
| 13                          | Yellow Moon                    | (n/a)                                                                               | 明星 (Akeboshi)                                                 | 179-191                     |
| 14                          | ピノキオ                       | Pinokio, "Pinocchio"                                                                | オレスカバンド (Ore Suka Bando, "Ore Ska Band")                 | 192-202                     |
| 15                          | シナリオ                       | Shinario, "Scenario"                                                                | Saboten                                                         | 203-220                     |

### Naruto: Shippuden
| Sigle di apertura (Opening) | Sigle di apertura (Opening)                       | Sigle di apertura (Opening)                        | Sigle di apertura (Opening) | Sigle di apertura (Opening) |
| N°                          | Titolo                                            | Traslitterazione/Traduzione                        | Artista                     | Episodi                     |
| --------------------------- | ------------------------------------------------- | -------------------------------------------------- | --------------------------- | --------------------------- |
| 1                           | Hero's Come Back!!                                | "Il Ritorno dell'Eroe!!"                           | nobodyknows+                | 1-30                        |
| 2                           | Distance                                          | "Distanza"                                         | Long Shot Party             | 31-53                       |
| 3                           | Blue Bird                                         | Burū Bādo, "Uccello Blu"                           | Ikimono gakari              | 54-77                       |
| 4                           | Closer                                            | "Più vicino"                                       | Joe Inoue                   | 78-102                      |
| 5                           | Hotaru no Hikari                                  | "Le luci delle lucciole"                           | Ikimono gakari              | 103-128                     |
| 6                           | Sign                                              | "Segno"                                            | Flow                        | 129-153                     |
| 7                           | Tōmei Datta Sekai                                 | "Era chiaro al mondo"                              | Motohiro Hata               | 154-179                     |
| 8                           | Diver                                             | "Tuffatore"                                        | Nico Touches the Walls      | 180-205                     |
| 9                           | Lovers                                            | "Amanti"                                           | 7!! Seven Oops              | 206-230                     |
| 10                          | Newsong                                           | "Canzone Nuova"                                    | Tacica                      | 231-256                     |
| 11                          | Totsugeki Rock                                    | "Assalto Rock"                                     | THE CRO-MAGNONS             | 257-281                     |
| 12                          | Moshimo                                           | "E Se..."                                          | Daisuke                     | 282-306                     |
| 13                          | Niwaka Ame ni mo Makezu                           | -                                                  | Nico Touches the Walls      | 307-332                     |
| 14                          | Tsuki no Ōkisa                                    | "La dimensione della Luna"                         | Nogizaka46                  | 333-356                     |
| 15                          | Guren                                             | "Cremisi"                                          | DOES                        | 357-379                     |
| 16                          | Silhouette                                        | -                                                  | KANA-BOON                   | 380-405                     |
| 17                          | Kaze                                              | Vento                                              | Yamazaru                    | 406-431                     |
| 18                          | LINE                                              | -                                                  | Sukima Switch               | 432-458                     |
| 19                          | Blood Circulator                                  | -                                                  | Asian Kung-Fu Generation    | 459-479                     |
| 20                          | Karano Kokoro                                     | -                                                  | Anly                        | 480-500                     |
| Sigle di chiusura (Ending)  |                                                   |                                                    |                             |                             |
| N°                          | Titolo                                            | Traslitterazione/Traduzione                        | Artista                     | Episodi                     |
| 1                           | Nagareboshi ~Shooting Star~                       | "Stella Cadente"                                   | Home Made Kazoku            | 1-18                        |
| 2                           | Michi ～to you all                                | "Un Sentiero ~ tutto per te"                       | Alüto                       | 19-30                       |
| 3                           | Kimi monogatari                                   | "La tua storia"                                    | Little by little            | 31-41                       |
| 4                           | Mezamero! Yasei                                   | "Risveglia la bestia che è in te!"                 | MATCHY with QUESTION?       | 42-52                       |
| 5                           | Sunao na Niji                                     | "Docile Arcobaleno"                                | surface                     | 54-63                       |
| 6                           | Broken Youth                                      | "Giovinezza Spezzata"                              | Nico Touches the Walls      | 64-77                       |
| 7                           | Long Kiss Goodbye                                 | "Lungo Bacio D'arrivederci"                        | Halcali                     | 78-90                       |
| 8                           | Bacchikoi!!!                                      | "Forza!!!"                                         | DEV Parade                  | 91-102                      |
| 9                           | Shinkokyu                                         | "Respirazione Profonda"                            | Super Beaver                | 103-115                     |
| 10                          | My Answer                                         | "La mia Risposta"                                  | Seamo                       | 116-128                     |
| 11                          | Omae Dattanda                                     | "Eri tu"                                           | Kishidan                    | 129-141                     |
| 12                          | For You                                           | "Per te"                                           | AZU                         | 142-153                     |
| 13                          | Jitensha                                          | "Bicicletta"                                       | Ore Ska Band                | 154-166                     |
| 14                          | Utakata Hanabi                                    | "Effimeri fuochi d'artificio"                      | Supercell                   | 167-179                     |
| 15                          | U can do it!                                      | "Puoi farcela!"                                    | Domino                      | 180-192                     |
| 16                          | Mayonaka no Orchestra                             | "Orchestra di mezzanotte"                          | Aqua Timez                  | 193-205                     |
| 17                          | Freedom                                           | "Libertà"                                          | Home Made Kazoku            | 206-218                     |
| 18                          | Yokubō o Sakebe!!!                                | "Tira fuori i tuoi desideri"                       | OKAMOTO'S                   | 219-230                     |
| 19                          | Place To Try                                      | "Il Luogo della Prova"                             | TOTALFAT                    | 231-242                     |
| 20                          | By My Side                                        | "Dalla mia parte"                                  | Hemenway                    | 243-256                     |
| 21                          | Cascade                                           | "Cascata"                                          | Unlimits                    | 257-268                     |
| 22                          | Kono Koe Karashite feat. CHEHON                   | -                                                  | AISHA                       | 269-281                     |
| 23                          | MUCC                                              | "Madre"                                            | MOTHER                      | 282-295                     |
| 24                          | Sayonara Memory                                   | "Addio Ricordi"                                    | 7!! Seven Oops              | 296-306                     |
| 25                          | I can hear                                        | "Posso sentire"                                    | DISH//                      | 307-319                     |
| 26                          | Embrace Your Dreams ~Crissroads of the Beginning~ | "Abbraccia i tuoi sogni ~Il crocevia dell'inizio~" | Rake                        | 320-332                     |
| 27                          | Black Night Town                                  | "Città della Notte Nera"                           | Akihisa Kondō               | 333-343                     |
| 28                          | Niji                                              | "Arcobaleno"                                       | Shinkū Horō                 | 344-356                     |
| 29                          | FLAME                                             | "Fiamma"                                           | DISH//                      | 357-366                     |
| 30                          | Never Change feat.Lyu:Lyu                         | -                                                  | SHUN                        | 367-379                     |
| 31                          | Dame Dame da                                      | "Inutile Inutile"                                  | Shiori Tomita               | 380-393                     |
| 32                          | Spinning World                                    | -                                                  | Diana Garnet                | 394-405                     |
| 33                          | Kotoba no Iranai Yakusoku                         | Una promessa che non ha bisogno di parole          | sana                        | 406-417                     |
| 34                          | Niji no Sora                                      | Arcobaleno del cielo                               | FLOW                        | 418-431                     |
| 35                          | Trouble Maker                                     | -                                                  | KANIKAPILA                  | 432-443                     |
| 36                          | Sonna Kimi, Konna Boku (そんな君、こんな僕?)      | Come te, come me                                   | Thinking Dogs               | 444-454                     |
| 37                          | Ao no Lullaby (青のララバイ)                      | Ninnananna Blu                                     | Kuroneko Chelsea            | 455-466                     |
| 38                          | Pino to Ameri (ピノとアメリ)                      | Pino e Amelie                                      | Huwie Ishizaki              | 467-479                     |
| 39                          | Tabidachi no Uta (旅立ちの唄)                     | "Canzone di partenza"                              | AyumiKurikaMaki             | 480-488                     |
| 40                          | Absolutely (Zetsu-Zetsu 絶絶)                     | "Assolutamente"                                    | Swimy                       | 489-500                     |

### Film
| Sigle dei film          | Sigle dei film                  | Sigle dei film                    | Sigle dei film                                             | Sigle dei film |
| Titolo                  | Traslitterazione/Traduzione     | Artista                           | Film                                                       |                |
| ----------------------- | ------------------------------- | --------------------------------- | ---------------------------------------------------------- | -------------- |
| Home Sweet Home         | (n/a)                           | YUKI                              | Naruto the Movie: La primavera nel Paese della Neve        |                |
| Ding! Dong! Dang!       | (n/a)                           | Tube                              | Naruto il film: La leggenda della pietra di Gelel          |                |
| つぼみ                  | Tsubomi, "Bocciolo di fiore"    | Maria                             | Naruto il film: I guardiani del Regno della Luna Crescente |                |
| Lie-Lie-Lie             | (n/a)                           | DJ OZMA                           | Naruto Shippuden: L'esercito fantasma                      |                |
| No rain no raimbow      | (n/a)                           | HOME MADE 家族 (Home Made Kazoku) | Naruto Shippuden: Il maestro e il discepolo                |                |
| 誰かが                  | Dareka Ga, "Qualcuno sta"       | Puffy AmiYumi                     | Naruto Shippuden: Eredi della volontà del Fuoco            |                |
| If                      | (n/a)                           | Kana                              | Naruto Shippuden il film: La torre perduta                 |                |
| Otakebi                 | (n/a)                           | Yusuke                            | Naruto il film: La prigione insanguinata                   |                |
| Sore de wa, Mata Ashita | "Ok, allora, ci vediamo domani" | Asian Kung-Fu Generation          | Naruto: La via dei ninja                                   |                |
| Hoshi no Utsuwa         | Stella Guida                    | Sukima Switch                     | The Last: Naruto the Movie                                 |                |
| Diver                   | (n/a)                           | KANA-BOON                         | Boruto: Naruto the Movie                                   |                |

### Sigle italiane
In Italia è stata inserita nella prima serie, in sostituzione delle canzoni originali, la sigla "Io credo in me" cantata da Giorgio Vanni. Nella serie Naruto Shippuden è stata usata per i primi 52 episodi una nuova versione di "Io credo in me" con testo parzialmente differente, poi sostituita da una nuova sigla intitolata "Naruto Shippuden", nuovamente cantata da Giorgio Vanni, scritta da Beppe Dati e composta da Cristiano Macrì.